# John Lydgate

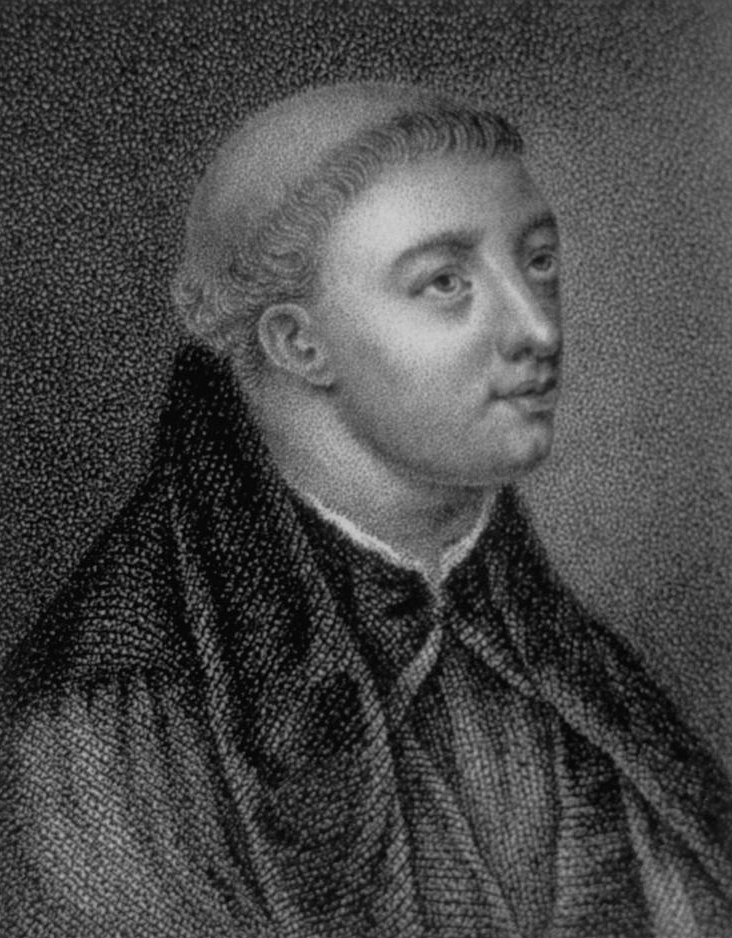
John Lydgate

John Lydgate, född omkring 1370, död omkring 1451, var en engelsk poet.
Lydgate var munk i Bury St Edmunds och undervisade i retorik och var grundlärd i sin tids bildning. Om hans levnad är i övrigt mycket lite känt. Lydgate författade ett stort antal diktverk, ofta mycket långa, såsom The Troy book, The temple of glass, The siege of Thebes, The assembly of gods och många andra. Av sin samtid och 1500-talet skattades Lydgate högt, men föll därefter i glömska. De flesta av hans verk har utgivits av Early English text society.